# Piper asperiusculum
Piper asperiusculum är en pepparväxtart som beskrevs av Carl Sigismund Kunth. Piper asperiusculum ingår i släktet Piper och familjen pepparväxter. Inga underarter finns listade i Catalogue of Life.